# Canal Mandioré
El canal Mandioré es un canal natural de unos 28,5 kilómetros de largo que conecta la laguna Mandioré con el río Paraguay en Brasil, sirviendo como límite entre Brasil y Bolivia en un tramo de 10 kilómetros.